# Matt Gilman
Matthew Thomas Gilman conhecido como Matt Gilman (Minneapolis, 15 de julho de 1985) é um cantor e compositor estadunidense de música cristã contemporânea.

## Inicio
Gilman nasceu em 15 de julho de 1985, em Minneapolis, Minnesota, seu pai Thomas R. Gilman foi pastor luterano. Matt começou a ministrar nos cultos na igreja de seu pai, quando tinha 14 anos. Concluiu o ensino médio em 2002 e posteriormente se mudou para Kansas City, tendo se juntado à International House of Prayer.

## Vida pessoal
Matt é casado com Alexia Gilman, juntos residem em Orlando na Flórida, com seus filhos gêmeos, Isaac e Caden.

## Carreira musical
Iniciou sua carreira musical em 2008 com o álbum Holy, pela gravadora Forerunner Music, com participação de Cory Asbury. Seu segundo álbum, Awaken Love, foi lançado em 27 de agosto de 2013 também pela Forerunner Music, o álbum foi destaque na revista Billboard, onde ficou na posição n° 19 de álbuns cristãos, e na colocação 8 do Top Heatseekers.

## Discografia
- Holy (2008)
- Awaken Love (2013)